# شنوا
شنوا (به فرانسوی: Chenois) یک کمون در فرانسه است که در Canton of Delme واقع شده‌است.

## خصوصیات
شنوا ۳٫۶۲ کیلومترمربع مساحت و ۵۳ نفر جمعیت دارد و ۳۱۵ متر بالاتر از سطح دریا واقع شده‌است.